# Mortemart
Mortemart é uma comuna francesa na região administrativa da Nova Aquitânia, no departamento de Alto-Vienne. Estende-se por uma área de 3,60 km². Em 2010 a comuna tinha 117 habitantes (densidade: 32,5 hab./km²).
Pertence à rede das As mais belas aldeias de França.